# 中民路
中民路（Zhongmin Rd.）為高雄市燕巢區的東西向道路，起端銜接金山路，末端銜接安北路，金山路至中興路路段編號為高38線，中興路至安北路路段編號為市道186號，是燕巢市區的主要道路之一。

## 行經行政區域
- 燕巢區

## 沿線設施
（由東至西）
- 崎溜北極殿
- 威靈寺
- 全家便利商店燕巢新民店
- 高雄市燕巢區農會
- 高雄市燕巢區戶政事務所
- 高雄市政府警察局岡山分局燕巢分駐所
- 高雄市立圖書館燕巢分館
- 丹丹漢堡燕巢店
- 7-ELEVEN燕巢門市
- 中華郵政燕巢郵局
- 燕巢第一民營零售市場
- 7-ELEVEN中民門市
- 全聯福利中心高雄燕巢店
- 板信商業銀行燕巢分行

## 公共自行車
- 高雄市公共自行車租賃系統：
  - 高雄市立圖書館燕巢分館：中民路592號

## 相關連結
- 高雄市主要道路列表